# San Gaspar, Zumpahuacán
San Gaspar är en ort i Mexiko.   Den ligger i kommunen Zumpahuacán och delstaten Mexiko, i den sydöstra delen av landet, 80 km sydväst om huvudstaden Mexico City. San Gaspar ligger 1 639 meter över havet och antalet invånare är 1 881.
Terrängen runt San Gaspar är kuperad. Runt San Gaspar är det ganska tätbefolkat, med 160 invånare per kvadratkilometer. Närmaste större samhälle är San Gaspar Tonatico, 13,1 km väster om San Gaspar. I omgivningarna runt San Gaspar växer huvudsakligen savannskog.